# Gornjelužiška srbščina
Gornjelužiška srbščina (tudi (z)gornja lužiška srbščina ali gornja lužiščina, hornjoserbšćina) je zahodnoslovanski jezik, ki ga govorijo v Zgornji Lužici na območju med kraji Bautzen (Budyšin), Kamenz (Kamjenc) in Hoyerswerda (Wojerecy). Gornjelužiška srbščina je tesno povezana s dolnjesrbščino, pa tudi s češčino, slovaščino, poljščino in kašubščino. Kot slovanski jezik je gornjelužiška srbščina eden izmed indoevropskih jezikov.
Gornjelužiška srbščina je eden od uradno priznanih manjšinskih jezikov v Nemčiji v skladu z Evropsko listino o regionalnih ali manjšinskih jezikih. Na podlagi zakona o saških Srbih imajo na uradnem območju poselitve v Zgornji Lužici med drugim kraji dvojezične cestne in krajevne table, javne šole pa gornjelužiško srbščino kot učni jezik oz. kot tuji jezik.

## Zgodovina
Enotni gornjelužiškosrbski jezik v pisni obliki obstaja šele od 19. stoletja. Pred tem sta obstajali katoliška in protestantska različica, ki so ju oblikovali in zapisovali duhovniki, tako da sta se delno razlikovali po črkovanju, slovnici in besedišču. Kar zadeva črkovanje, je katoliška varianta temeljila bolj na češčini, protestantska pa na nemščini. Ob tako imenovani lužiški preroditvi sta pod vodstvom Maćice Serbske različici združili v en sam, od verske pripadnosti neodvisen pisni jezik. Pomembni začetniki tega premika, ki je trajal do sredine 20. stoletja, so bili med drugimi Jan Arnošt Smoler, Michał Hórnik in Handrij Zejler.
Za današnje jezikovne razmere glej članek lužiški jezik.

## Oče naš v gornjelužiški srbščini
| Oče naš, ki si v nebesih,                 | Wótče naš, kiž sy w njebjesach.      |
| posvečeno bodi tvoje ime,                 | Swjeć so Twoje mjeno.                |
| pridi k nam tvoje kraljestvo,             | Přińdź Twoje kralestwo.              |
| zgodi se tvoja volja                      | Stań so Twoja wola,                  |
| kakor v nebesih tako na zemlji.           | kaž na njebju, tak na zemi.          |
| Daj nam danes naš vsakdanji kruh          | Wšědny chlěb naš daj nam dźens.      |
| in odpusti nam naše dolge,                | Wodaj nam naše winy,                 |
| kakor tudi mi odpuščamo svojim dolžnikom, | jako my tež wodawamy swojim winikam. |
| in ne vpelji nas v skušnjavo,             | A njewjedź nas do spytowanja,        |
| temveč reši nas hudega.                   | ale wumóž nas wot złeho.             |

## Glasoslovje
- fonem /r / se lahko izgovarja tudi kot zvočni alveolarni vibrant [r], kar pa danes le redko srečamo. Danes se večinoma izgovarja kot zvočen uvularni vibrant [ʀ]. Pred i, ě, j ali pa pri osebah, ki govorijo R s konico jezika, se [ʀʲ]  izgovarja kot [rʲ]

V gornjelužiški srbščini prihaja do mehčanja soglasnikov oziroma regresivne asimilacije fonacije:
- /dub/ se izgovarja [dup]
- /hubkować susodku/ se izgovarja [hupkou̯aʧ susɔtku]

### Naglaševanje besed
Glavni poudarek v gornjelužiški srbščini je običajno na prvem zlogu, žida (ŽI-da) ['ʒida], łastojčka (ŁAS-tojč-ka) ['u̯astɔiʧka], kuzłapołna (KUZ-ła-pol-na) ['kuzu̯apou̯n], z naslednjimi izjemami:
- Pri nekaterih starejših tvorjenkah je poudarek na drugi komponenti: lětstotk (lět-STOTK), wokomik (woko-MIK)
- Novejše izposojene besede na -ěrować in -ować so vedno naglašene na zlogu pred -ować: reagować (re-A-go-WAĆ), gratulować (gra-TU-lo-WAĆ), kopěrować (ko-PE-ro-WAĆ)
- Tuje besede, ki so prek nemščine prišle v gornjo lužiščino, so naglašene na zlogu pred prvo lužiško komponento (končnico ali pregibnim koncem): agentura (a-gen-TU-ra), agitacija (a-gi-TA-ci-ja), ministerstwo (mi-ni-STER-stwo), procesjón (pro-ce'-SJÓN)

V besednih sintagmah predlog pogosto (pred enozložnimi samostalniki vedno) pritegne naglas: ke mni (KE mni), na wšo (NA wšo), do šule (DO šule), na zahrodźe (NA zahrodźe), na pol (NA polu), do mesta (DO mesta), za tebje (ZA tebje)

## Abeceda
Gornjelužiškosrbska abeceda temelji na latinski abecedi, ki jo dopolnjujejo naslednji diakritični znaki in kombinacije črk: č, ć, dź, ě, ch, ł, ń, ó, ř, š, ž.
Q, v in x niso del abecede, pojavljajo se samo v tujih besedah. Gornjelužiška abeceda pozna tako 34 črk.
| črka | m  | n  | ń   | o | ó | p   | r  | ř  | s  | š  | t   | u | w   | y           | z   | ž   |
| ime  | ɛm | ɛn | eʲn | ɔ | ʊ | pei̯ | ɛʀ | ɛʃ | ɛs | ɛʃ | tei̯ | u | u̯ei̯ | ɨ / ɨpsilɔn | zɛt | ʒɛt |

Pri abecednem razvrščanju se ne razlikuje med črkama n in ń in ne med o in ó. Nósk (= nos ) je na primer razvrščen pred nosorohač (= nosorog). Če se besedi razlikujeta le v teh črkah, se abecedni vrstni red upošteva tudi tukaj, na primer pri won  (= ven, ven) - Won (= on) - won (= vonj).
Ě, Ń, Ó in Ř se nikoli ne pojavijo na začetku besede, zato so ustrezne velike črke zelo redke in se uporabljajo le, če je celotna beseda napisana z veliko začetnico (npr RÓŽEŃ (= (žar) raženj; nabodalo)).

## Slovnica
Gornjelužiška srbščina je pregibni jezik, kar pomeni, da se sklanja in sprega s končnicami in pogosto majhnimi spremembami v korenu. Obstaja več sklanjatev in več spregatev, hkrati s številnimi nepravilnostmi. Besedni vrstni red je razmeroma svoboden in omogoča slogovne diferenciacije.

### Samostalniki
Poleg kategorij števila in spola poznajo samostalniki tudi sklone, in sicer jih je sedem, imenovalnik, rodilnik, dajalnik, tožilnik, orodnik, mestnik in zvalnik (vokativ), pri čemer se v pogovornem jeziku zvalnik uporablja le v ednini za moške samostalnike s podspolom živosti.
Slovnični spol samostalnikov je običajno mogoče prepoznati po končnici. Samostalniki moškega spola se običajno končajo s soglasniki, ženskega spola z -a in srednjega z -o ali -e.

#### Primeri sklanjatev
V ednini se samostalniki redno sklanjajo takole:
| Sklon            | ž (težko)       | ž (mehko)   | m (trdo, neživo) | m (trdo, animirano) | m (mehko, animirano) | s                 |
| ---------------- | --------------- | ----------- | ---------------- | ------------------- | -------------------- | ----------------- |
| 1. (imenovalnij) | rjana žon a     | njedźel a   | rjany štom       | nan                 | njetopyr             | rjane wokn o      |
| 2. (rodilnik)    | rjaneje žon y   | njedźel e   | rjaneho štom a   | nan a               | njetopyr ja          | rjaneho wokn a    |
| 3. (dajalnik)    | rjanej žon je   | njedźel i   | rjanemu štom ej  | nan ej              | njetopyr jej         | rjanemu wokn u    |
| 4. (tožilnik)    | rjanu žon u     | njedźel u   | rjany štom       | nan a               | njetopyr ja          | rjane wokn o      |
| 5. (orodnik)     | z rjanej žon u  | z njedźel u | z rjanym štom om | z nan om            | z njetopyr jom       | z rjanym wokn om  |
| 6. (mestnik)     | o rjanej žon je | o njedźel i | w rjanym štom je | o nan je            | o njetopyr ju        | na rjanym wokn je |
| 7. (zvalnik)     | rjana žon a !   | njedźel a ! | rjany štom o !   | nan o !             | njetopyr jo !        | rjane wokn o !    |

Zvalnik kot oblika nagovora in klica ima drugačne oblike od imenovalnika samo v ednini pri samostalnikih moškega spola, večinoma pa je razlika v intonaciji.

### Pridevniki
V gornjelužiški srbščini, tako kot v večini slovanskih jezikov, velja za pridevnike načelo ujemanja s samostalnikom, npr.. rjana kniha ("lepa knjiga"), rjany štom ("lepo drevo") in rjane wokno ("lepo okno").

### Glagoli (spregatev)
Poleg kategorij števila (ednina, dvojina, množina) in spola (m-ž-s) ima glagol še kategorije vida (dovršen in nedovršen) in časa (sedanji, prihodnji, pretekli čas), osebe in naklona (velelnik, pogojnik). Vidi so delno izraženi z različnimi pregibnimi končnicami, deloma s predponami (običajno zzpopolnjevanjem nepopolnih glagolov), v nekaj primerih tudi z dvema različnima osnovama.

## Narečja
Lužiškosrbsko jezikovno območje v Zgornji Lužici je zgodovinsko razdeljeno na več narečnih področij, ki se se razlikujejo predvsem v izgovarjavi, v manjši meri pa v besedišču in slovnici.
Najbolj živahno lužiško narečje do danes je katoliška različica gornjelužiške srbščine, ki se govori v vaseh na Klosterwasserju. Značilnost je uresničitev pisanega y kot ó (temni o). Nadalje proti severu se nahajajo tako imenovana obmejna narečja, med drugimi. narečja Nochten/Wochozy, Hoyerswerda/Wojerecy in Runde/Slepo, ki so tesneje povezana s dolnjesrbščino. V vaseh okoli Budišina in v samem mestu govorijo tako imenovano (protestantsko) bautzner narečje, ki je bila najpomembnejša osnova za gornjelužiškosrbski pisani jezik in se zato ne razlikuje bistveno od današnjega knjižnega jezika.

### Zgornjelužiški mediji
- Zgornji lužiški tiskani mediji
  - Serbske Nowiny (dnevni časopis v zgornji lužiščini)
  - Płomjo (revija za otroke v zgornji lužiščini)
  - Rozhlad (kulturna revija v zgornji lužiščini in spodnji lužiščini)
  - Katolski Posoł (Cerkveni časopis katoliških Lužikov v Zgornji Lužici)
  - Pomhaj Bóh (protestantski cerkveni časopis v zgornji lužiščini)
  - Lětopis (večjezična revija za lužiški jezik, zgodovino in kulturo)
- Zgornjelužiški radijski mediji
  - Wuhladko (TV program v zgornji lužiščini)
  - Lužiški radio (27,5 ure na teden v zgornji lužiščini)
  - Radio Satkula (mladinska revija lužiškega jezika v zgornjem lužiškem jeziku)

## Spletne povezave
- boehmak.de: zgornjelužiško -nemški besednjak Arhivirano 2021-01-20 na Wayback Machine.
- soblex.de: zgornjelužiški-nemški slovar
- Lužiški inštitut: Frazeološki slovar

glej tudi 
- Spletni jezikovni tečaj Zgornja Lužiščina (A1, A2, B1)
- Spletni prevajalec "Sotra" (zgornjelužiškčina <>nemščina)
- uni-leipzig.de: lužiški korpus
- gornjelužiško-nemško gledališče